# Guaret

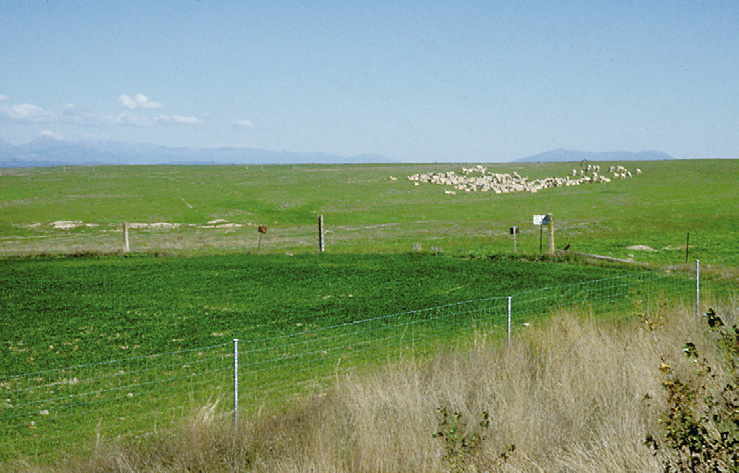
Terres de guaret per aprofitar-les com a farratge pel bestiar a Oropesa (comarca de Talavera - Toledo) 2001

Es denomina guaret (etimol: llat vulgar veractum (clàssic vervactum), per influència germànica) a la tècnica per la qual la terra es deixa sense sembrar o cultivar durant un o més cicles vegetatius, amb el propòsit de recuperar i emmagatzemar matèria orgànica i la humitat de la terra. També s'utilitza per evitar la generació de patògens esperant que els seus cicles acabin sense poder tornar a renovar a causa de la falta d'hostes disponibles. Acabat aquest període de no cultiu, es fa neteja de la terra, s'enterren els fems, s'accelera la descomposició de la matèria orgànica, i es treuen les males herbes. Aquest procés es coneix com a guaretar. És a dir, es llaura disposant la terra perquè la parcel·la estigui llesta per a la sembra.
És una tècnica molt usada en la rotació de cultius per alguns agricultors que busquen el repòs i la restauració de l'equilibri dels nutrients i la millora de la composició química del sòl abans de la sembra. Històricament s'ha utilitzat per preparar els cultius de primavera condicionant la terra cultivable per plantar una collita de tardor. El terme també es refereix, per metonímia, el període en què un realitza aquests treballs, i la terra que els rep. La pràctica del guaret es pot portar a terme diferents cops per tal de retornar a la superfície les llavors germinades de males herbes. A mesura que es destrueix aquesta vegetació també pot ser utilitzat com a pastura per ramats de petits remugants que l'utilitzen com aliment en espais amb pastures poc abundants.
El terme guaret té un significat molt ampli, tot i que en general s'entenen com a aquelles terres que es deixen un o mes anys en repòs. Segons la seva estructura vegetal podem distingir entre: a) camps llaurats que no tenen cobertura vegetal; b) guarets joves que fa menys de dos anys que estan en repòs i que encara no han estat colonitzats per plantes llenyoses, c) guarets vells, amb mes de dos anys que inclouen plantes llenyoses i una cobertura vegetal abundant però sense massa alçada (erms i pastures).
L'ús de la pràctica del guaret, portada a l'extrem de forma extensiva i en condicions de sequera extraordinària, combinat amb pràctiques de rotació de conreus, i conreu de cobertora per evitar processos d'erosió eòlica, va conduir a períodes greus de tempestes de pols durant la dècada dels trenta als Estats Units. Episodi que es coneix com a Dust Bowl.

## Història
A Europa, la pràctica del guaret era comú abans de l'arribada de l'agricultura moderna i, sobretot, dels fertilitzants minerals. Formava part de la rotació de cultius que des l'Antiguitat es practicava a l'àrea mediterrània. Les primeres societats agrícoles aviat es van adonar que si es cultivava la mateixa planta sistemàticament en una parcel·la, la productivitat baixava. Conseqüentment van concloure que el millor era deixar descansar el sol i enriquir-lo amb fems per millorar la seva fertilitat.

### Antiguitat i Edat Mitjana
Agrònoms llatins com Columel·la ja exposaven la pràctica de la rotació de cultius en que aconsellava la combinació del guaret amb el conreu de cereals a l'hivern, i lleguminoses a la primavera. D'aquesta manera, s'aprofitarien molt mes els rendiments de les parcel·les agràries. La pràctica del guaret no es pot desestimar que també fos present en el pobles de l'àrea ibèrica. Els romans van esdevenir també grans coneixedors dels usos dels adobs naturals com a eines per millorar la fertilitat del sol i conseqüentment, apostaven per una visió integrada de l'agricultura i la ramaderia, les quals proporcionaven beneficis mútuament.
L'experiència dels autors romans arribà a l'Edat Mitjana, i fou recollida per Isidor de Sevilla, el qual, en les seves Etimologies, identifica la pràctica de la rotació de cultius i el guaret com indispensable per una òptima collita. Per altra banda, considera el guaret, no com una terra improductiva, sinó com una terra que es llaurava, preparant les seves condicions productives i la retenció de la humitat. En alguns contractes de conreu medieval es determinen diversos sistemes de guaret en que es combinen cultius de cereals, com l'ordi i el blat, amb el de cereals d'hivern i llegums (alternis frugibus, legumen).
La Península Ibèrica va conèixer una gran revolució en matèria agrària durant el període medieval d'Al-Andalus, tant per la incorporació de nous cultius, com per les noves tècniques d'irrigació que van afavorir la productivitat amb una intensificació de les rotacions dels conreus. Així, la terra irrigada de forma artificial, va passar a ser cultivada cada hivern, sense haver d'esperar el període d'estancament del guaret.

### Segles XVI-XVIII a Catalunya
Durant els segles xvi i xvii es dona una reducció de les terres cultivades amb guaret. En part a causa dels nous cultius i plantes arribats d'Amèrica, com per l'augment de la superfície cultivada per pressió demogràfica. Un altre aspecte a considerar es l'increment de les terres de regadiu, i la incorporació de cultius arbustius que compensaven els baixos rendiments de l'economia pagesa els anys que la terra estava en guaret. Majoritàriament, la terra agrícola d'aquest període es cultiva en règim de policultiu, amb predomini de gra paral·lelament al conreu de llegums, cànem, vinya, olivera, fruita i productes d'horta, alhora que es te cura del bestiar. Alguns investigadors afirmen l'existència d'un "dry farming" (agricultura de secà) immemorial que manté les tècniques de cultiu, sense experimentar la industrialització del camp que a Europa va arribar a partir de l'experiència anglesa. Durant el s. XVIII es van mantenir les tecnologies experimentades anteriorment, intentant equilibrar els usos del sol amb l'expansió de cultius llenyosos com la vinya i l'olivera, especialment al Sud i a Ponent del Principat. Cal tenir en compte la important corrent dels agraristes il·lustrats que postulaven l'increment de la productivitat agrària a través de la incorporació de nous mecanismes d'irrigació i fertilització, buscant la intensificació dels rendiments de cultius. Les propostes que van portar a terme els agrònoms il·lustrats no van arribar a quallar amb l'eficiència necessària.

### Seglexixa Catalunya
Malgrat la desamortització de Mendizábal de 1836, que va afectar les terres del clergat; i la desamortització de Madoz, de l'any 1855, les propietats agràries van acabar pertanyent a grans propietaris que continuaven usant els antics mètodes de producció. La permanència de mà d'obra barata, influenciada per la política lliurecanvista del govern central que afavoria la importació de productes agraris externs a preus baixos, no va estimular la mecanització ni l'augment de la productivitat. El resultat va ser el manteniment d'uns rendiments agrícoles baixos i la pobresa de bona part de la població agrària. En algunes zones, com a Catalunya, la situació es va anar mantenint amb projeccions positives. Durant el segle xix es van continuar les transformacions al camp que havien començat durant el segle passat. La pressió demogràfica és el principal incentiu del canvi agrícola que es produeix a Catalunya en el segle xix. Les terres amb usos forestals i/ o ramaders es transformen en terres agrícoles en una primera fase. Posteriorment es va passar a sistemes de conreu més intensius, on s'utilitza el guaret, per finalitzar amb la producció de mes d'una collita a l'any.
Tecnològicament parlant, s'implantaren noves rotacions de conreus, amb una disminució notable del guaret, degut a la pressió de major productivitat de la terra. Els cereals es van substituir progressivament per arbres fruiters, que va venir potenciat per les millores de l'utillatge en els models d'arada i la selecció de llavors. La incorporació de nous fertilitzants, com els adobs inorgànics, la difusió del guano, així com el paper que els residus de boscos i erms van tenir també un paper que va incentivar el desenvolupament d'una agricultura orgànica en algunes zones del país. L'increment de superfícies irrigables, poc importants fins a finals de segle, llevat d'algunes actuacions a l'Ebre i al Canal d'Urgell (1861) com a principal ariet, albiraven un futur prometedor per l'agricultura catalana. La situació semblava afavorir el cultiu de la terra al Principat, fins que va arribar la crisis de la Fil·loxera i la crisi dels contractes de rabassa-morta a finals de segle que va trastocar tot el camp català.

## Biodiversitat

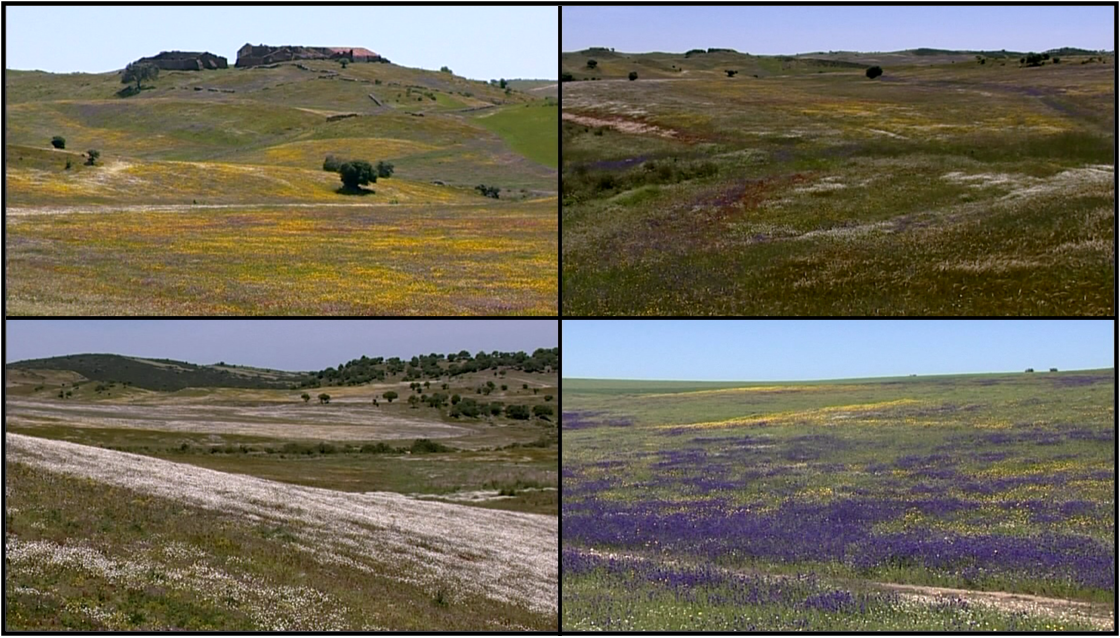
Paisatge pseudoestepari a Castro Verde, Alentejo (Portugal)

Els territoris agraris sustenten una bona part de la diversitat biològica mundial. La flora i la fauna s'ha anat adaptant a l'ordre imposat per l'home al llarg de la història i de la seva intensa agrícola en el medi natural. Alguns animals que abans vivien a estepes o boscos, avui en dia els podem trobar en camps de cereal i de cultius llenyosos de forma plenament adaptada. Els terrenys deixats en guaret amb vegetació durant la rotació de cultius, introdueix una major diversitat de plantes ruderals i potencia la diversitat d'artròpodes, i ofereix microhàbitats perquè desenvolupin els seus cicles vitals. En ocells i petits mamífers també afavoreix una major font de nutrients, refugi i hàbitat de nidificació. Pel que fa a les abelles i altres insectes, aquests territoris representen una font important de pol·len i nèctar, afavorint la protecció de l'hàbitat d'insectes entomòfags que ajudaran a controlar biològicament les plagues que puguin desenvolupar-se en cultius adjacents.

El nitrogen de l'atmosfera (N2) és incorporat a la biosfera exclusivament per bacteris. En terra, pels bacteris fixadors dels nòduls de lleguminoses i algunes altres plantes.

Tot i el valor natural que ofereixen els territoris que engloben les estepes i erms, son percebuts com a espais d'escàs valor o interès ambiental. La falta de rius, arbres i boscos, que socialment s'identifiquen amb el potencial ecològic, i els escassos rendiments agraris ofereixen una imatge poc interessant per la societat. Les institucions europees en la dècada dels 60 van voler donar resposta a la demanda creixent d'aliments. Per aquest motiu es va afavorir els alts rendiments agraris, promovent inicialment la independència agrícola i la fixació de la població rural. Les tecnologies utilitzades per afavorir aquest canvi van ser la intensificació agrícola, amb la incorporació de fertilitzants químics, herbicides i pesticides, tot i utilitzant varietats de llavors de cereals de gran rendiment. Fenomen conegut com la Revolució verda. Aquest procés d'intensificació agrícola va propiciar la pèrdua global de la biodiversitat i el deteriorament i simplificació del paisatge agrari. En conseqüència, es van promoure monocultius, van desaparèixer guarets i erms, i es va acompanyar amb l'estabulació intensiva de ramats ovins, que eren els modeladors principals d'aquests espais.
L'any 1988, la Política Agrària Comunitària de la UE va introduir l'ús del guaret com a mesura voluntària per reduir els excedents de producció de cultius herbacis i per contribuir a la regulació dels mercats. Mes endavant, després de la reforma de MacSharry, el 1992, aquesta mesura es tornà obligatòria i van començar a introduir-se subvencions als agricultors per compensar la pèrdua de productivitat. Investigadors van poder demostrar que la millora química del sol i l'increment de la seva biodiversitat es feia efectiva quan es donava una rotació de guaret en cinc anys sense rotació. També es van introduir mesures agroambientals (AES) amb l'objectiu de reduir els efectes negatius de la intensificació agrícola en el medi ambient. La potenciació de l'agricultura tradicional amb la incorporació dels guarets es va impulsar amb directrius que acompanyaven la regeneració dels elements paisatgístics i la retirada de terres de producció de guaret.
En el marc europeu, qualsevol explotació de mes de 15 hectàrees a la UE ha de disposar del certificat de Superfície d'Interès Ecològic (SIE). Aquesta certificació es contempla en quatre categories: a) terres en guaret sense producció durant nou mesos consecutius des de la collita anterior; b) superfícies agràries dedicades a cultius fixadors de nitrogen (lleguminoses grà o farratgeres); c) superfícies forestals en el marc del pla de desenvolupament rural; d) superfícies dedicades a l'agrosilvicultura que hagin rebut ajudes en els programes anteriors. Aquestes condicions son indispensables per rebre l'ajuda del Greening o pagament verd, que vincula el pagament de les ajudes de la PAC a les pràctiques mediambientals utilitzades. A Catalunya, els guarets i cultius fixadors de nitrogen que estiguin catalogats com a SIE tenen prohibit la utilització de productes fitosanitaris, tot i que es poden utilitzar fertilitzants químics, orgànics o inorgànics.

## Protecció d'ocells estèpics
Las pseudoestepes Ibèrques estan formades per comunitats vegetals que substitueixen els antics boscos i màquies que han sofert l'acció de l'home al llarg dels segles. Els usos agroramaders tradicionals han modelat al llarg del temps aquests sistemes a través del cultiu extensiu amb rotacions de cereals, farratge i guaret, tot i combinant la ramaderia extensiva i l'activitat cinegètica. En l'actualitat cal gestionar adequadament les feines agrícoles com el pasturatge, llaurat, sega, aplicació d'herbicides o fins i tot la no gestió, per assolir un substrat vegetal òptim amb abundant disponibilitat tròfica (insectes i llavors) per l'aliment i evolució d'aquestes aus. Els guarets han esdevingut un paisatge natural, caracteritzat pel mosaic d'espècies animals i vegetals que l'integren i que ha donat peu a un model d'explotació agrícola de gran importància ecològica. S'estima que el 60% de les aus en perill o en declivi a Europa depenen de la riquesa natural d'aquest tipus d'habitats.

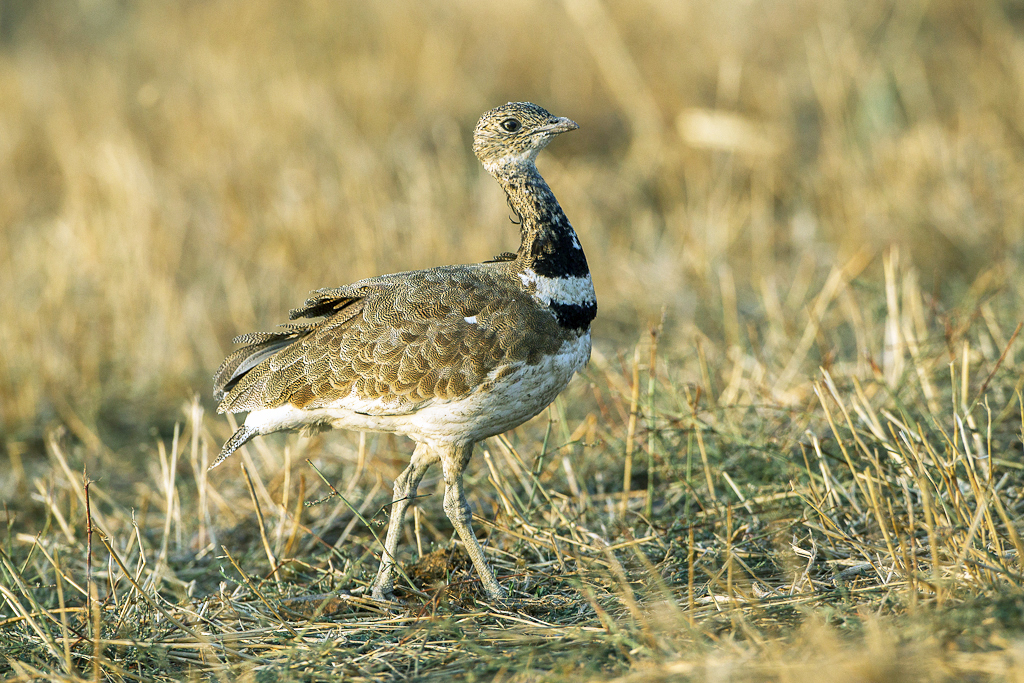
Sisó comú (Tetrax tetrax) a Castuera, Extremadura, Espanya (2014)

Els guarets proporcionen alguns recursos únics a les aus estepàries que no poden aportar altres substrats vegetals. La seva estructura heterogènia, amb una proporció de sol net, es vital per la cerca d'aliment, nidificació i refugi de moltes espècies d'aus. La possibilitat de disposar d'un sol lliure d'herba, durant l'època reproductora de l'estiu,es important quan l'evolució vegetativa es troba en el seu punt àlgid. Aquestes espècies poden trobar una font d'aliment molt variat, tant si es tracta d'insectivores, hervíbores o granívores. Per altre costat, la menor activitat agrària fa que hi hagi menys interferències en el cicle vital de les aus, principalment durant la seva reproducció.
Espanya es el país amb més nombre d'ocells estèpics dins la UE, i a nivell català hi té una gran paper la conservació de les pseudoestepes lleidatanes, com únics representants d'aquesta tipologia ambiental a Catalunya. El Centre de Ciència i Tecnologia Forestal de Catalunya (CTFC) ha elaborat unes recomanacions sobre la gestió dels guarets pels ocells estèpics. Tot i que cada espècie d'ocell pot tenir unes característiques específiques pel seu correcte desenvolupament, es poden donar un conjunt de condicionants genèrics com: no aplicar cap tractament agrícola durant el període reproductiu de les aus, no abandonar ni intensificar el guaret, planificar les tasques de cultiu del guaret, apostar pel guaret nou al vell, diversificar diferents tipus de guaret, considerar la climatologia i fertilització i historial de la parcel·la, i tenir en compte la seva distribució espacial.
Les principals espècies d'ocells estèpics a considerar per l'impacte que hi podria tenir el guaret son: ganga ibèrica, ganga ortega, calàndria comú, terrera comú, alcaravà comú, pioc salvatge i el sisó comú. Les Zones d'especial protecció per a les aus (ZEPA) regulada per directiva europea sobre Wild Birds del 2 d'abril de 1979 i ampliada per la Directiva d'aus del 2009 han promogut diversos estudis per millorar la protecció i recuperació d'algunes espècies estepàries. Entre altres, existeix el projecte de conservació del Sisó comú, a través de la introducció de guarets ambientals que presenten abundància d'insectes ortòtpers i lepidòpters, combinats amb parcel·les d'ordi, rostoll i pràctiques de llaurats. En el cas de la ganga ibèrica, s'ha constatat que els guarets tenen un ús crític i seleccionat per l'espècie que no supera el 12% en le zones de superficie de secà, per la qual cosa es desitjable un increment de la qualitat dels guarets i erms pel desenvolupament de l'espècie.
La Política Agrària Comunitària (PAC), ha prioritzat una sèrie de mesures que s'orienten a la protecció del medi natural, claus per la sostenibilitat dels espais de guaret i els ocells estèpics que els habiten. La rotació de conreus, cultiu de lleguminoses, creació i manteniment dels límits parcel·laris i endarreriment de les collites i tasques agrícoles son activitats en que l'agricultor hi pot incidir. Altres actuacions com la col·laboració en la gestió de les zones ZEPA i les iniciatives de custòdia de territori son línies de treball socioambientals que també poden ajudar promoure la conservació dels guarets i els ocells estèpics.